# Quimperlé
Quimperlé (tiếng Breton: Kemperle) là một xã của tỉnh Finistère, thuộc vùng Bretagne, miền tây bắc Pháp.

## Dân số
Người dân ở Quimperlé được gọi là Quimperlois.